# Salpinx (Musikinstrument)

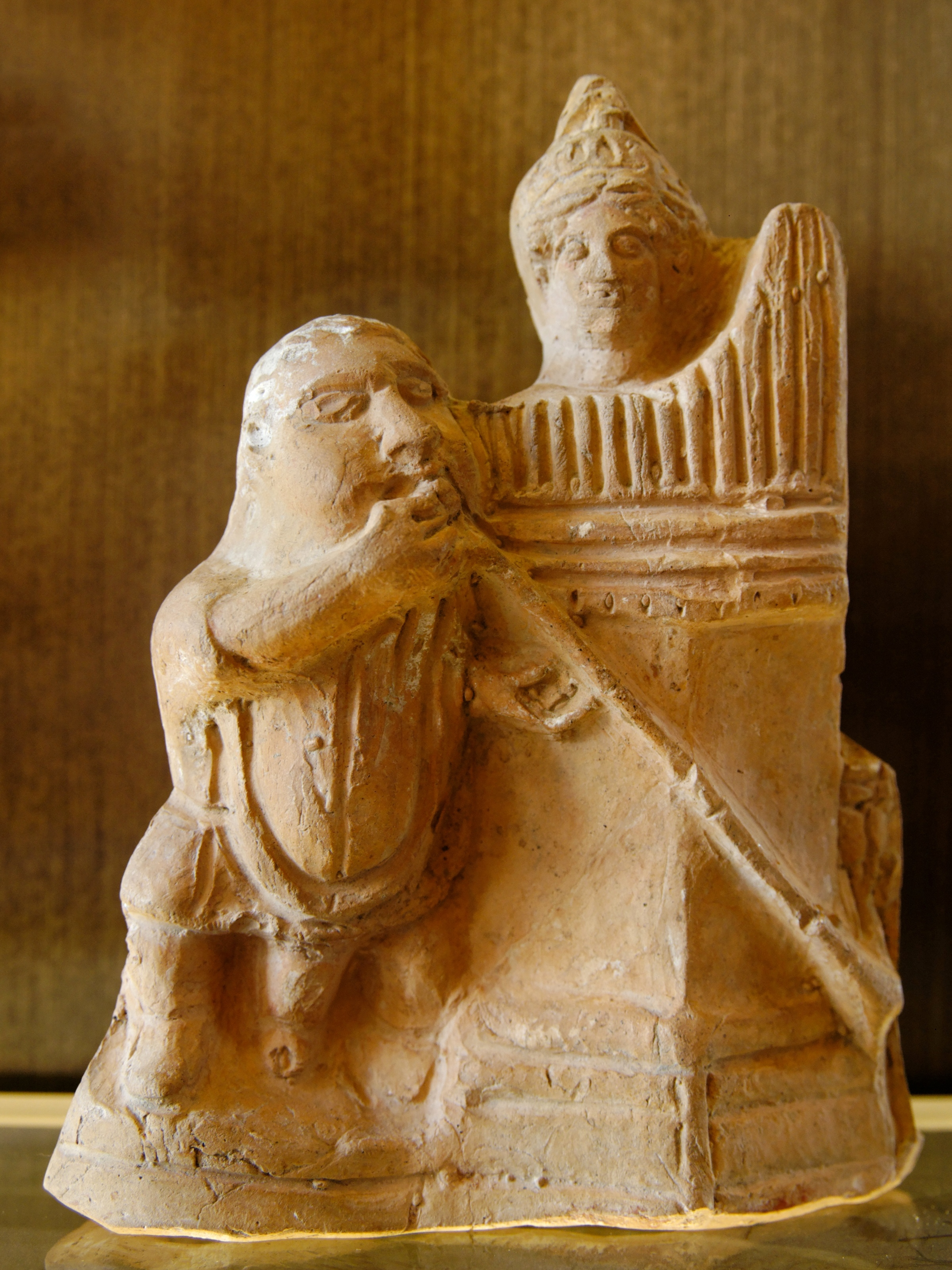
Die Musikinstrumente Salpinx und Hydraulis in nachklassischer Zeit. Terrakotta-Figuren aus Alexandria, 1. Jahrhundert v. Chr.

Die Salpinx (altgriechisch σάλπιγξ oder neugriechisch σάλπιγγα) ist ein antikes griechisches Blechblasinstrument in der Art einer Naturtrompete.
Die Salpinx besteht aus einem geraden, eng mensurierten Bronzerohr mit einem Instrumentenmundstück aus Knochen sowie einem bronzenen Schallbecher unterschiedlicher Größe und Form. Sie stammt mit größter Wahrscheinlichkeit aus dem außergriechischen Raum. Der Salpinx entspricht der Lituus der Etrusker und die kürzere römische Tuba. Ihre Länge wird auf etwa 80–120 cm geschätzt.
Die Salpinx wird erstmals in Homers Ilias (18,219) erwähnt. Sie wird genauer von Aischylos, Aristoteles, Sophokles und Iulius Pollux beschrieben. Auf bildlichen Darstellungen ist sie ein Attribut des Soldaten. Mit ihrem durchdringenden Klang wird sie in klassischer Zeit als Signalinstrument beim Militär, bei Versammlungen und Wagenrennen verwendet und ist nicht als Musikinstrument in Gebrauch. Zum Teil scheint beim Spielen der Salpinx eine Mundbinde, eine Phorbeia, eingesetzt worden zu sein, wie sie auch beim Spielen der Auloi benutzt wurde.